# Таїландська національна обсерваторія
Таїландська національна обсерваторія (тай. หอดูดาวแห่งชาติ, англ. Thai National Observatory, TNO) — астрономічна обсерваторія в провінції Чіангмай у Таїланді. Обсерваторія розташована на вершині найвищої гори Таїланду Інтханон і є частиною Національного астрономічного дослідницького інституту Таїланду та є його головним об'єктом.

## Приміщення

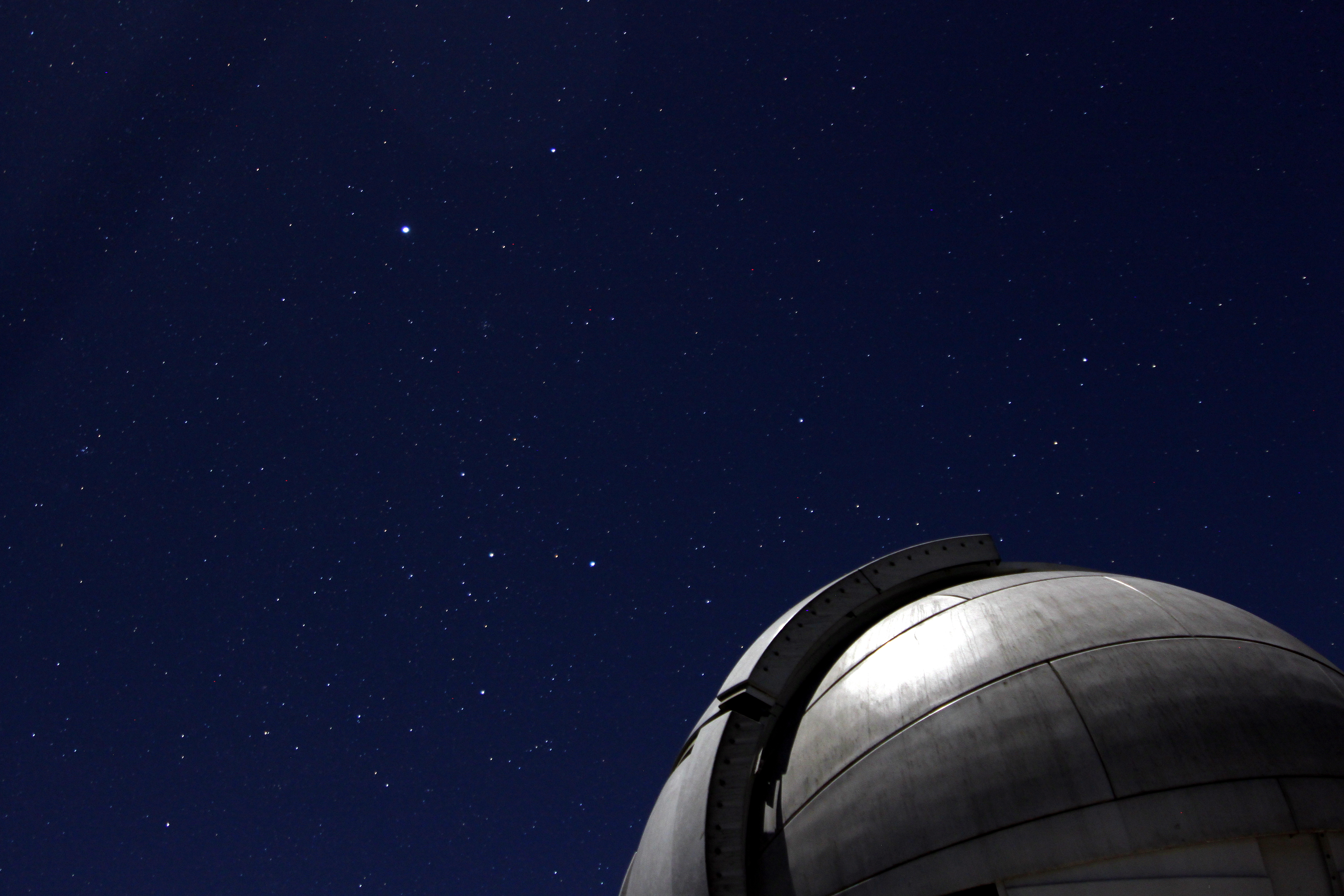
Вид на Сіріус з Таїландської національної обсерваторії

Таїландська національна обсерваторія складається з двох частин — головної обсерваторії та допоміжної станції нижче на горі з офісами та житлом для астрономів, приміщеннями для громадської діяльності (наприклад, шкільних груп) і невеликою постійну виставку для відвідувачів.

## Обладнання
- 2,4-метровий рефлектор Річі–Кретьєна на альтазимутальному монтуванні, відомий як Тайський національний телескоп (Thai National Telescope, TNT). Система керування телескопом також автоматично контролює рух купола. Сам телескоп був виготовлений у Тусоні, штат Аризона, США, компанією EOS Technologies. Головне дзеркало виготовили й відполірували на Литкаринському заводі оптичного скла[en] в Росії. Це найбільший оптичний телескоп у регіоні. Його використовують для досліджень астрономи Національного астрономічного дослідницького інституту Таїланду та запрошені дослідники.
- 0,5-метровий роботизований телескоп Шмідта-Кассегрена. Він використовується для навчання та тестування нових приладів і методів, підтримки основного телескопа, а також для досліджень, які не потребують використання основного телескопа.
- ПЗЗ-фотометр 2k x 2k пікселів із системою фільтрів BVRI
- Дослідницький ПЗЗ-фотометр 4k x 4k пікселів із системою фільтрів BVRI
- Ешелле-спектрограф високої роздільної здатності